# Polatpaşa, Şarkışla
Polatpaşa là một xã thuộc huyện Şarkışla, tỉnh Sivas, Thổ Nhĩ Kỳ. Dân số thời điểm năm 2011 là 46 người.